# Вхід через вікно
Вхід через вікно (рос. Вход через окно) — російський художній фільм, знятий режисером Геральдом Бежановим у 2002 році.

## Сюжет
Художник Олег Зунков, який свого часу проґавив справжнє кохання, все життя шукає заміни коханої іншими жінками. Ситуації, в яку потрапив головний герой, не позаздриш: до нього одночасно завітали чотири коханки.

## Актори і ролі
- Олександр Панкратов-Чорний — Олег Павлович Зунков, художник
- Амалія Мордвинова (у титрах — Гольданська) — Валентина
- Ольга Кабо — Віра
- Оксана Коростишевська — Венера
- Ольга Спиридонова — Настя
- Михайло Дорожкін — Едгар, чоловік Насті
- Валерій Прохоров — Павло Петрович Зунков, батько
- Канціо Кавалліні — Вітторіо, чоловік Віри
- Анна Скварник — медсестра
- Максим Коновалов — сусід.